# Avenida 39 (estación)
La estación sencilla Avenida 39 hizo parte del sistema de transporte masivo de Bogotá llamado TransMilenio, el cual fue inaugurado en el año 2000. Estuvo en funcionamiento hasta el 26 de julio de 2025, fecha en la que fue cerrada para llevar a cabo su demolición completa para iniciar las labores de construcción del viaducto de la primera línea del metro de Bogotá.

## Ubicación
La estación estaba ubicada en el nororiente de la ciudad, específicamente en la Avenida Caracas entre la calle 37 y la calle 39.
Atendía la demanda de los barrios La Magdalena, Sagrado Corazón y sus alrededores.
En las cercanías se encontraban la Universidad Cooperativa de Colombia, la sede de RCN Radio, la Sala Otto de Greiff de la Orquesta Filarmónica de Bogotá, el Parque nacional, el edificio UGI, Ecopetrol, la Embajada de Argentina en Colombia,  la Corporación Educativa Indoamericana, la Federación Colombiana de Ganaderos, Fedegán, la sede del Partido Liberal, el ministerio de Ambiente y Desarrollo Sostenible y la Nunciatura Apostólica (sede de la embajada de la Santa Sede).

## Origen del nombre
La estación recibió su nombre de la vía ubicada por la salida norte: la Avenida 39 (Diagonal 40A en la nomenclatura vigente), vía que sigue, en parte, el curso del río Arzobispo.

## Historia
En el año 2000 fue inaugurada la Fase I del sistema TransMilenio, desde el Portal 80, hasta la estación Tercer Milenio, incluyendo la estación Avenida 39.
El día 9 de marzo de 2012, protestas manifestadas por jóvenes en su mayoría menores de edad en grupos de hasta 200, bloquearon en repetidas veces y hasta por 3 horas estaciones en la troncal Caracas. Estas manifestaciones dejaron daños en varias estaciones de la troncal, entre ellas, la siguiente estación: Calle 45.

### Cierre permanente
En julio de 2025 se anunció que la estación Avenida 39 sería cerrada en su totalidad para ser demolida y así dar inicio a las obras correspondientes a la cimentación y construcción del viaducto de la línea 1 del Metro de Bogotá sobre el mismo corredor. El 26 del mismo mes, se hizo efectivo el cierre total y definitivo de la estación. El desarrollo del proyecto del metro contempla la construcción de los apoyos del viaducto, sobre el cual circularán los trenes del metro.

## Servicios de la estación

### Servicios troncales
| Tipo                                                                     | Rutas al Norte  | Rutas al Sur    |
| ------------------------------------------------------------------------ | --------------- | --------------- |
| Ruta fácil                                                               | 6 8             | 6 8             |
| Expresos todos los días todo el día (temporal por cierre estación Marly) | B75             | H75             |
| Expresos lunes a sábado todo el día                                      | B13 B74 C19 D24 | F19 H13 J74 J24 |
| Expresos lunes a viernes hora pico de la mañana                          | A61             |                 |
| Expresos lunes a viernes hora pico de la tarde                           |                 | F61             |

### Servicios urbanos
Así mismo funcionaban las siguientes rutas urbanas del SITP en los costados externos a la estación, circulando por los carriles de tráfico mixto sobre la Avenida Caracas, con posibilidad de trasbordo usando la tarjeta TuLlave:
| Código | Sector                | Dirección           | Rutas |
| ------ | --------------------- | ------------------- | ----- |
| 873A00 | A Av. Caracas - CL 38 | Av. Caracas - CL 38 | 18-3  |

## Ubicación geográfica
| Noroeste: Teusaquillo         | Norte: A Calle 45 | Nordeste: Chapinero |
| Oeste: E Universidad Nacional |                   | Este: Chapinero     |
| Suroeste: Teusaquillo         | Sur: A Calle 34   | Sureste: Chapinero  |